# Craig Biddle

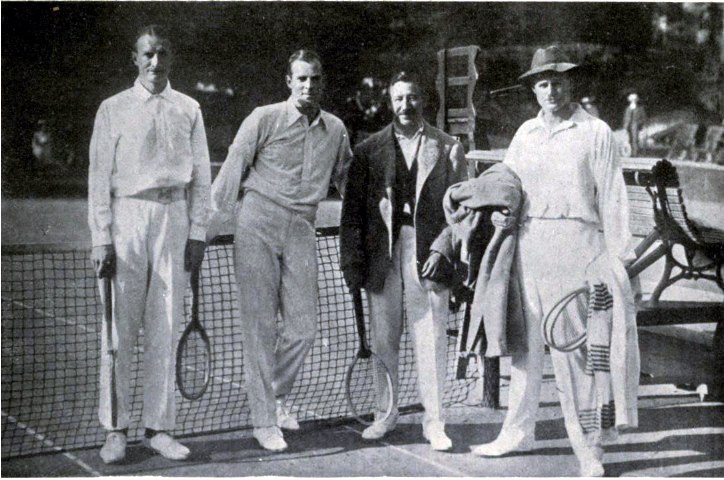
Biddle (à droite) en 1914 à Cannes

Craig Biddle, né le 24 octobre 1879 à Philadelphie et mort le 22 décembre 1947 à Wakefield, est un joueur de tennis américain actif dans la première moitié du XXe siècle.

## Biographie
Craig Biddle fait partie de la Famille Biddle (en), une riche famille émigrée à Philadelphie au XVIIe siècle. Il est le fils d’Edward Biddle, dont il tire son 2e prénom, et d'Emma Drexel, fille d'Anthony J. Drexel, cofondateur de JP Morgan & Company. En 1901, il hérite de son grand-père maternel de l’équivalent de 36 500 000 $. Il se marie cette année-là avec Laura Whelen et commence à pratiquer le tennis. Il a avec elle trois enfants : Craig Junior, George et Laura. Il se remarie en 1925 avec Josephine Wilmerding après s’être séparé de sa première femme en 1917. 
Biddle participe à 13 reprises au Championnat des Etats-Unis, étant huitième de finaliste en 1910 et 1915, quart de finaliste en 1917, 1918 et 1921, mais aussi finaliste en double mixte en 1920 avec Molla Bjurstedt.
En 1911, il est le seul américain à participer au tournoi de Wimbledon. En 1913, il y parvient en huitièmes de finale. Il a effectué de fréquents séjours en Europe et notamment sur la Côte d'Azur. Il n'a toutefois inscrit son nom à aucun tournoi significatif à titre individuel. Il est finaliste du championnat de Pennsylvanie en 1916 et du championnat de Floride en 1919 et 1920. En 1927, il participe aux Internationaux de France où il perd contre Raymond Rodel.
Il meurt le 22 décembre 1947 à Rhode Island.

## Palmarès (partiel)

### Finale en double mixte
| Édition | Lieu et nom du tournoi        | Surface      | Partenaire      | Adversaires                                 | Score    |
| ------- | ----------------------------- | ------------ | --------------- | ------------------------------------------- | -------- |
| 1920    | US Championship, Philadelphie | Gazon (ext.) | Molla Bjurstedt | Hazel Hotchkiss Wightman Wallace F. Johnson | 6-4, 6-3 |